# Pseudophilautus leucorhinus
Espèce
Synonymes
- Ixalus leucorhinus Lichtenstein & Martens, 1856
- Philautus leucorhinus (Lichtenstein & Martens, 1856)

Statut de conservation UICN

 EX  : Éteint
Pseudophilautus leucorhinus est une espèce éteinte d'amphibiens de la famille des Rhacophoridae.

## Répartition
Cette espèce était endémique du Sri Lanka. Elle n'est connue que par son holotype collecté en 1856. Depuis aucune nouvelle observation n'a eu lieu,.

## Publication originale
- Lichtenstein & Martens, 1856 : Nomenclator reptilium et amphibiorum Musei Zoologici Berolinensis. Namenverzeichniss der in der zoologischen Sammlung der Königlichen Universität zu Berlin aufgestellten Arten von Reptilien und Amphibien nach ihren Ordnungen, Familien und Gattungen. Königliche Akademie der Wissenschaften, Berlin, p. 1-48 (texte intégral).